# تراکنش‌های آی‌تریپل‌ئی در تحلیل الگو و هوش ماشینی
مقالات آی‌تریپل‌ئی در تحلیل الگو و هوش ماشین (به انگلیسی IEEE Transactions on Pattern Analysis and Machine Intelligence، گاهی به اختصار IEEE PAMI یا PAMI) یک مجله علمی ماهانه است که توسط مؤسسه مهندسان برق و الکترونیک منتشر می‌شود.

## زمینه
این مجله تحقیقاتی را در زمینه بینایی کامپیوتری و درک تصویر، تجزیه و تحلیل و تشخیص الگو، هوش ماشینی، یادگیری ماشین، تکنیک‌های جستجو، تجزیه و تحلیل اسناد و دست‌نویس، تجزیه و تحلیل تصویر پزشکی، تجزیه و تحلیل توالی تصویر و ویدئو، بازیابی تصویر و ویدئو مبتنی بر محتوا، و تشخیص چهره و ژست منتشر می‌کند. سردبیر این مجله کیونگ مو لی (دانشگاه ملی سئول) است. بر اساس گزارش‌های استنادی مجلات، ضریب تأثیر این مجله در سال ۲۰۲۱ برابر با ۲۴٫۳۱۴ است.